# 43. šachová olympiáda
43. šachová olympiáda, Šachová olympiáda 2018 nebo také Šachová olympiáda v Batumi, pořádaná Mezinárodní šachovou federací (FIDE), se konala v Batumi v Gruzii od 23. září do 6. října 2018.
Celkový počet účastníků byl 1667, z toho 920 jich hrálo v otevřené části, 747 pak v ženské části. Týmů se v první části zúčastnilo 185, v ženské 151. Hlavním místem konání byl Sportovní palác v Batumi, ale slavnostní zahájení proběhlo v tzv. Black Sea Areně. Slavnostně zakončena byla olympiáda v gruzínském Státním hudebním centru. Hlavním rozhodčím byl řecký mezinárodní rozhodčí Takis Nikolopoulos.
Čína získala zlato v obou soutěžích a stalo se tak od roku 1986 první zemí, která získala oba tituly. Peruánský hráč Jorge Cori, který hrál na třetí šachovnici, měl nejlepší individuální výsledek v otevřené části, jelikož získal 7½ z 8 bodů (sedm výher a jedna remíza); jeho výkon dosáhl hodnoty 2925 Elo bodů. Tehdejší mistryně světa v šachu Ťü Wen-ťün, která hrála na první šachovnicim měla nejlepší výsledek ze ženské kategorie: dosáhla na 7 z 9 bodů (pět výher a čtyři remízy), výkon měla 2661 Elo bodů.

## Otevřená část
| #   | Družstvo | Sestava                                                  | Průměrné Elo | Body | SB-1  |
| --- | -------- | -------------------------------------------------------- | ------------ | ---- | ----- |
| 1.  | Čína     | Li-žen, Jang-i, Wej I, Siang-č’, Čao                     | 2756         | 18   | 372,5 |
| 2.  | USA      | Caruana, So, Nakamura, Shankland, Robson                 | 2772         | 18   | 360,5 |
| 3.  | Rusko    | Karjakin, Něpomňaščij, Kramnik, Viťugov, Jakovenko       | 2764         | 18   | 354,5 |
| 4.  | Polsko   | Duda, Wojtaszek, Piorun, Tomczak, Dragun                 | 2673         | 17   | 390   |
| 5.  | Anglie   | Adams, McShane, Howell, Jones, Pert                      | 2688         | 17   | 340   |
| 6.  | Indie    | Ánand, Harikrišna, Gujrathi, Adhiban, Sasikiran          | 2724         | 16   | 388   |
| 7.  | Vietnam  | Liêm, Sơn, Minh, Khôi, Hải                               | 2576         | 16   | 379,5 |
| 8.  | Arménie  | Aronjan, Sarkisjan, Melkumyan, Hovhannisyan, Martirosyan | 2688         | 16   | 371   |
| 9.  | Francie  | Vachier-Lagrave, Bacrot, Fressinet, Édouard, Bauer       | 2688         | 16   | 366   |
| 10. | Ukrajina | Ivančuk, Eljanov,                                        | 2698         | 16   | 337   |
| 12. | Česko    | Navara, Láznička, Hráček, Štoček, Michalík               | 2633         | 16   | 331,5 |

### Individuální výsledky
Zdroj:
- 1. šachovnice: Ting Li-žen 2873
- 2. šachovnice: Nguyễn Ngọc Trường Sơn 2804
- 3. šachovnice: Jorge Cori 2926
- 4. šachovnice: Daniel Fridman 2814

## Ženský turnaj
| #  | Země        | Sestava                                                         | Průměrný rating | Body | SB-1   |
| -- | ----------- | --------------------------------------------------------------- | --------------- | ---- | ------ |
| 1  | Čína        | Wen-ťün, Shen, Huang, Lei, Zhai                                 | 2485            | 18   | 407    |
| 2  | Ukrajina    | A. Muzyčuková, M. Muzyčuková, Ušeninová, Žukovová, Osmaková     | 2486            | 18   | 395,5  |
| 3  | Gruzie      | Dzagnidze, Javakhishvili, Batsiashvili, Khotenashvili, Arabidze | 2484            | 17   | 375    |
| 4  | Rusko       | Kostěňuková, Goryachkina, Guninová, Pogonina, Girya             | 2523            | 16   | 379,5  |
| 5  | Maďarsko    | Hoang, A. Gara, T. Gara, Lakos, Terbe                           | 2344            | 16   | 372    |
| 6  | Arménie     | Danielian, Mkrtchian, Sargsyan, Kursova, Ghukasyan              | 2353            | 16   | 366    |
| 7  | USA         | Zatonskih, Krush, Abrahamyan, Foisor, Yu                        | 2382            | 16   | 359,5  |
| 8  | Indie       | Koneru, Dronavalli, Sachdev, Karavade, Rout                     | 2458            | 16   | 352,5  |
| 9  | Gruzie      | Melia, Charkhalashvili, Gvetadze, Khukhashvili, Mikadze         | 2334            | 16   | 351,5  |
| 10 | Ázerbájdžán | Mammadzada, Mamedjarová, Balajayeva, Mammadova, Fataliyeva      | 2369            | 16   | 347,.5 |
| 21 | Česko       | Olšarová, Worek, Petrová, Novosadová, Sikorová                  | 2281            | 14   | 326,5  |

### Individuální výsledky
Zdroj:
- 1. šachovnice: Ťü Wen-ťün 2661
- 2. šachovnice: Mariya Muzyčuková 2616
- 3. šachovnice: Khanim Balajayevová 2522
- 4. šachovnice: Marina Brunellová 2505